# Monasteraden
Monasteraden (iriska: Mainistir Réadáin) är en ort belägen i den sydligaste delen av grevskapet Sligo på Irland. Orten är belägen på stränderna vid sjön Lough Gara.